# Osnabrück
Osnabrück är en kretsfri stad i Niedersachsen. Staden har cirka 167 000 invånare och är därmed den tredje största staden i Niedersachsen efter Hannover och Braunschweig. Den ligger vid ån Hase som rinner i dalgången mellan Wiehengebirge och Teutoburger Wald.
Staden utvecklade sig som en marknadsplats i anslutning till det biskopssäte, som Karl den store grundade 780. Redan 804 grundades det första gymnasiet i Tyskland, det som i dag heter Carolinum. Vid slutet av 800-talet fick Osnabrück stadsrättigheter och på 1100-talet blev den en stad som ingick i Hansan.
År 1225 blev staden huvudort i furstbiskopsdömet Osnabrück.
Osnabrück är en av de två städer (den andra är Münster i Westfalen) där förhandlingar fördes 1643–48 och som slutade med den Westfaliska freden efter trettioåriga kriget. År 1631 grundades i staden ett universitet, som dock förstördes av svenska trupper 1633.
Under Napoleonkrigen mediatiserades furstbiskopsdömet som tillföll Hannover. Preussen annekterade Hannover 1866 och 1885 blev Osnabrück huvudort i regeringsområdet Osnabrück i den preussiska provinsen Hannover.
Ett nytt universitet grundades 1974 som tillsammans med en fackhögskola för utbildning inom trädgårdsarkitektur, ingenjörsutbildning och en särskild högskola för utbildning i socialt arbete, är de högre utbildningar, som ges i staden.

## Galleri

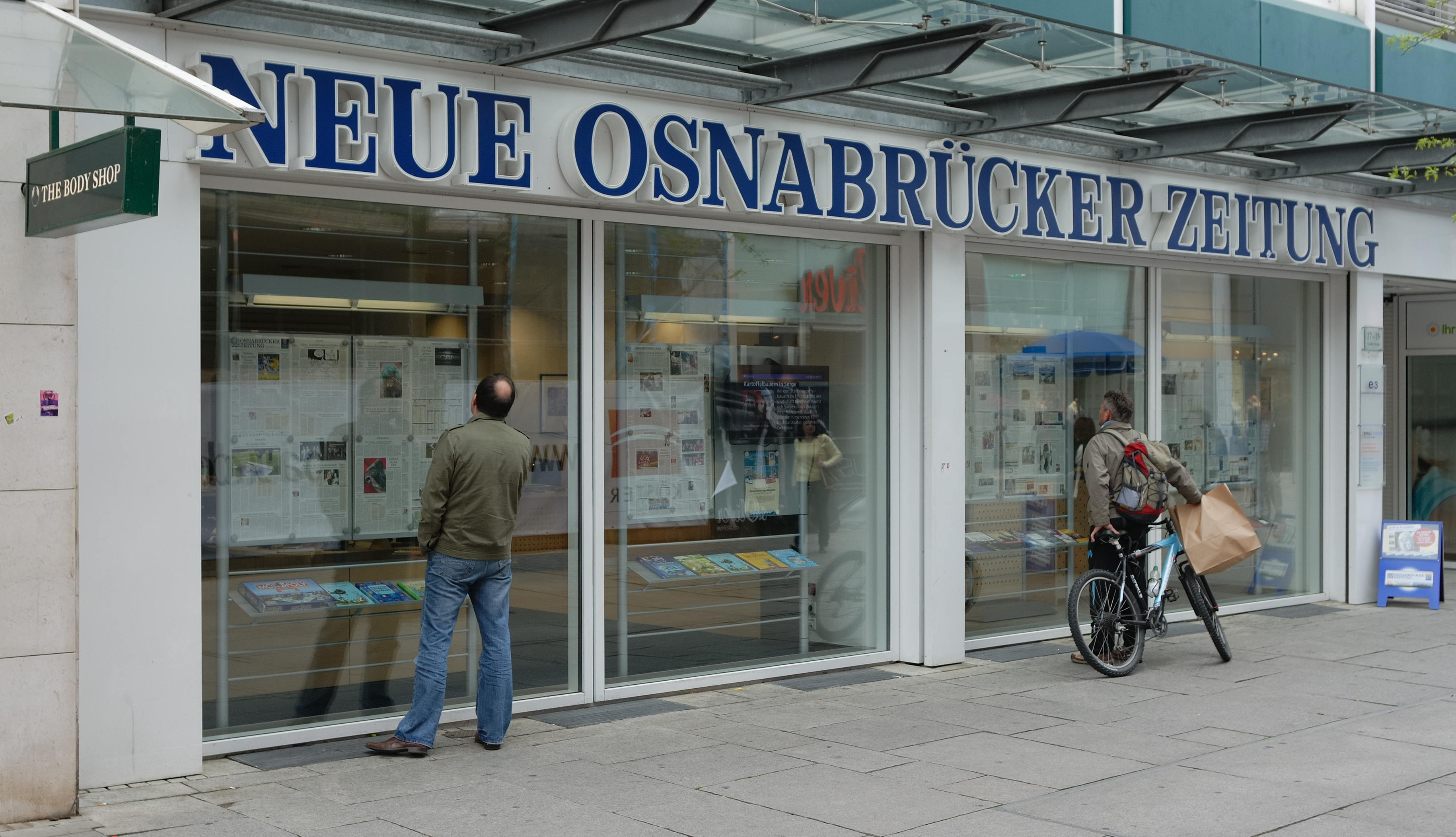
Tidningsskyltfönster för Neue Osnabrücker Zeitung på en gågata i Osnabrück.
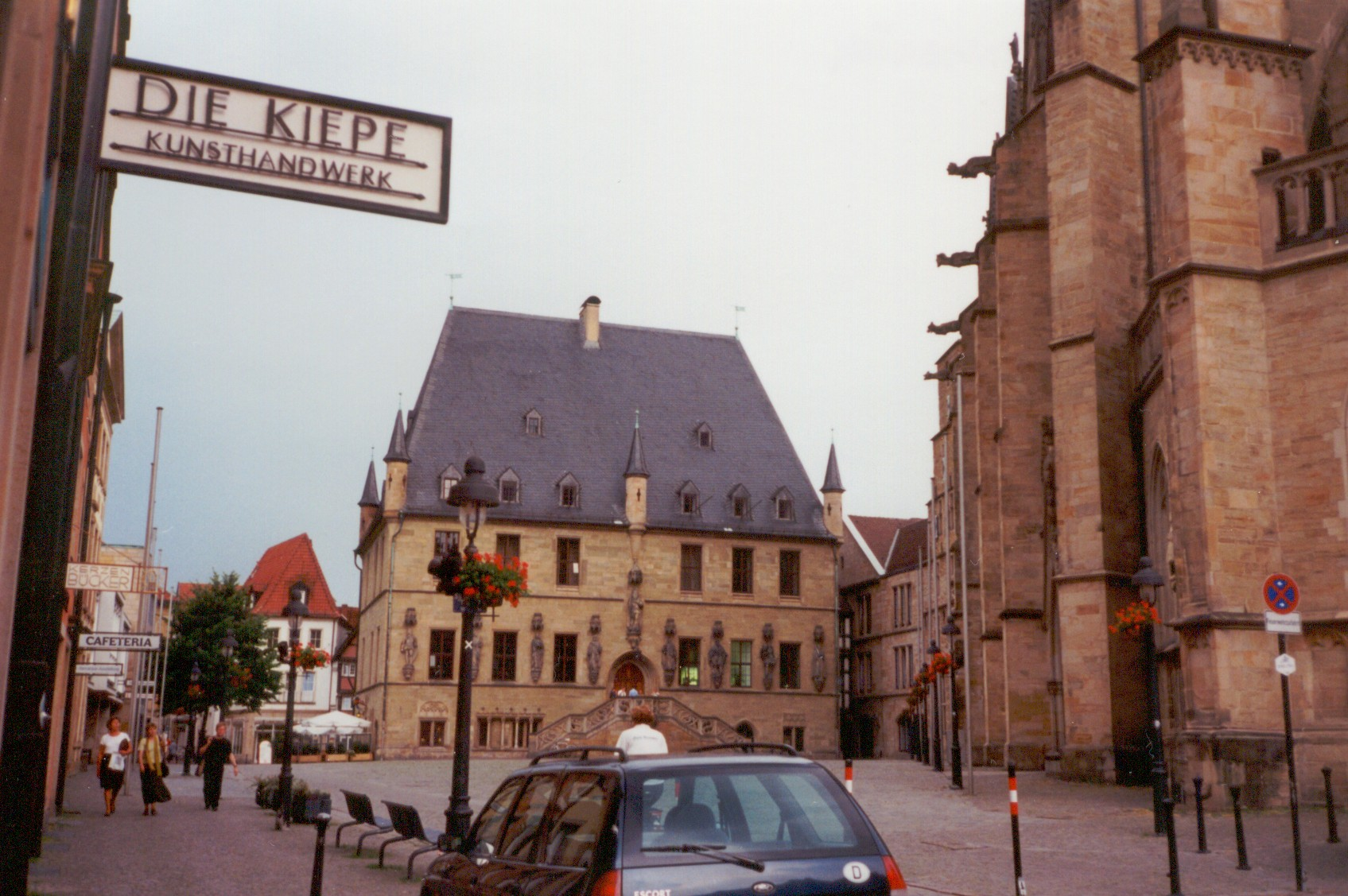
Osnabrücks centrum.
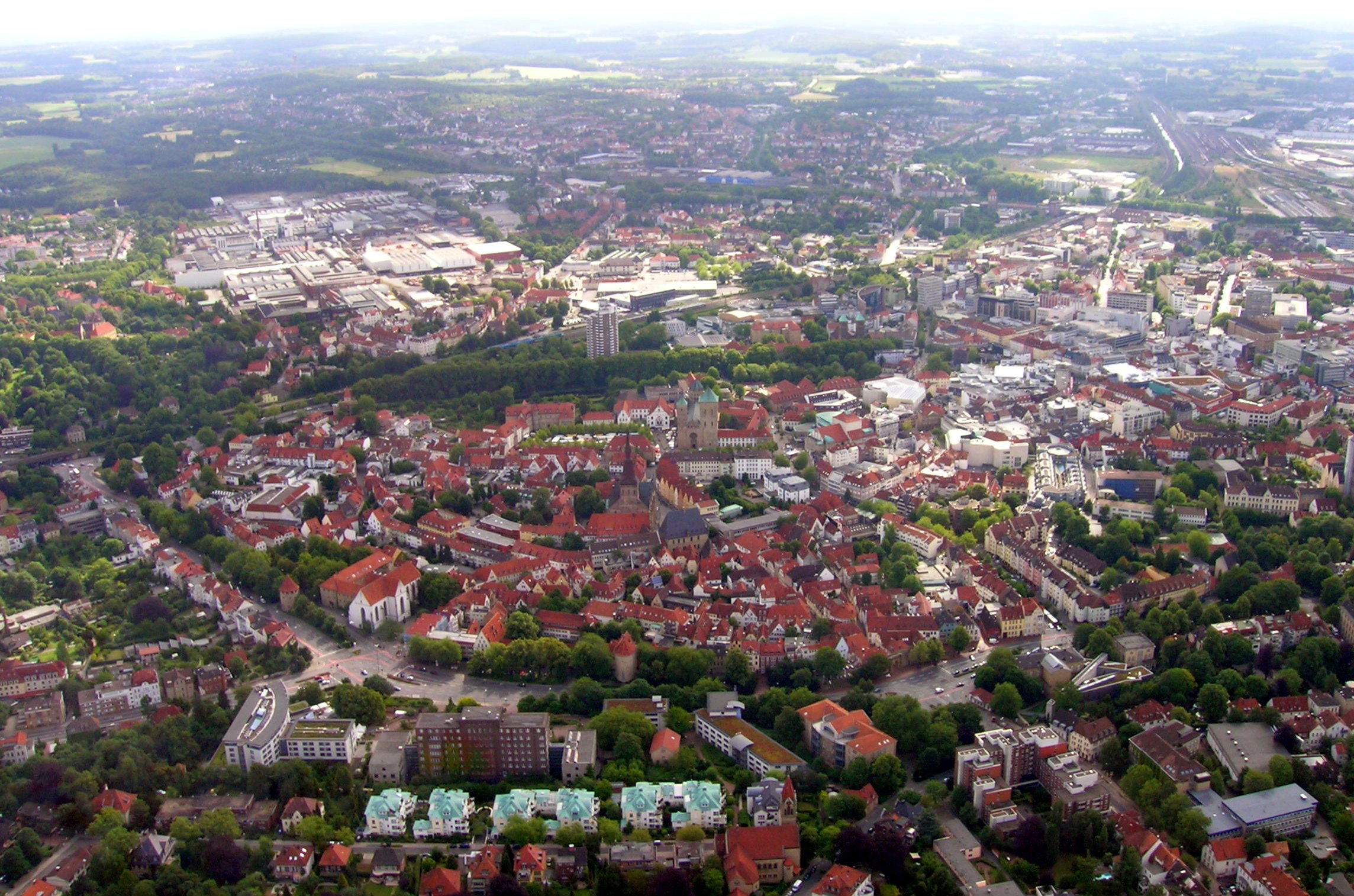
Flygfoto över Osnabrück.
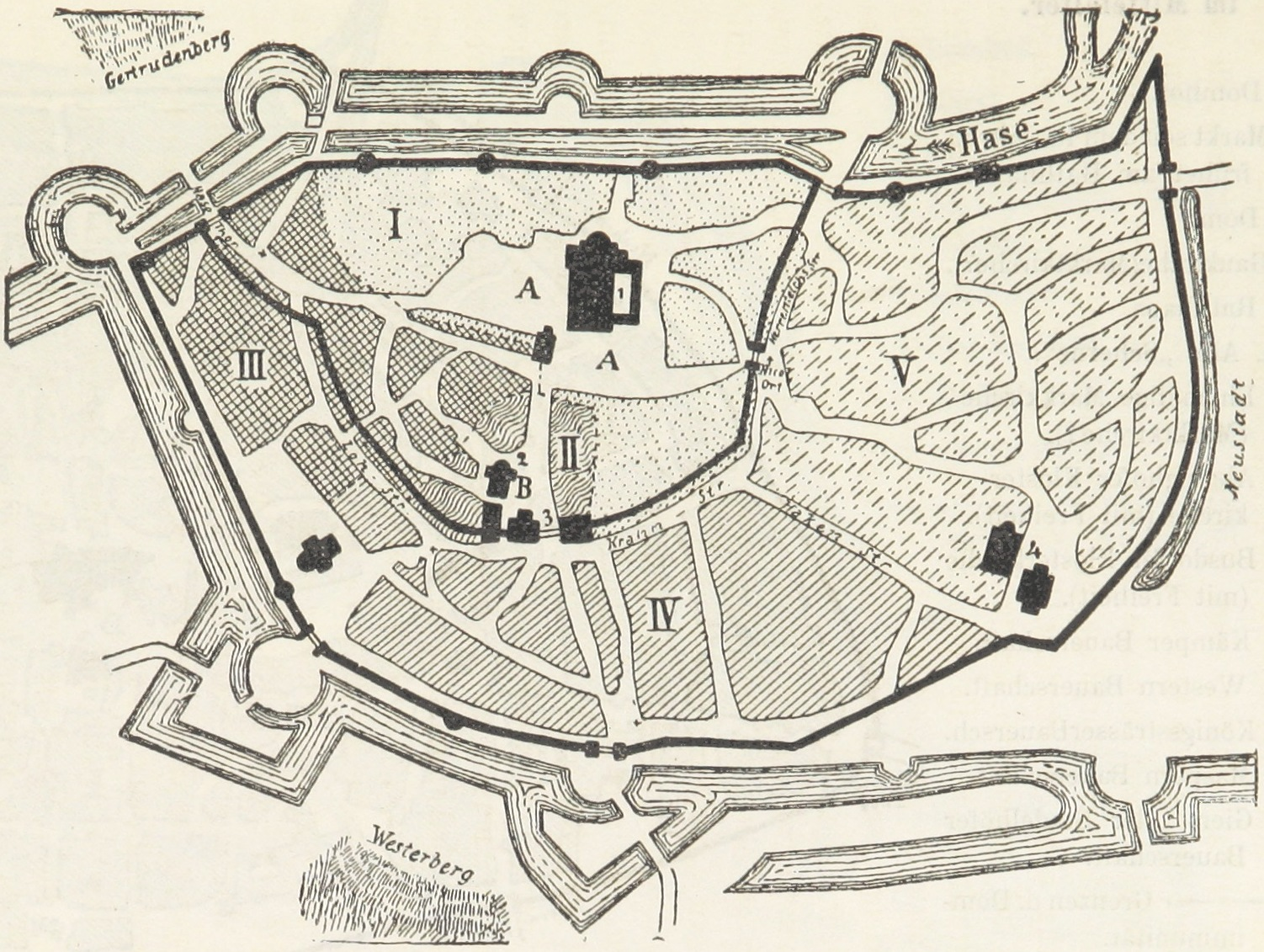
Osnabrück på 1200-talet.
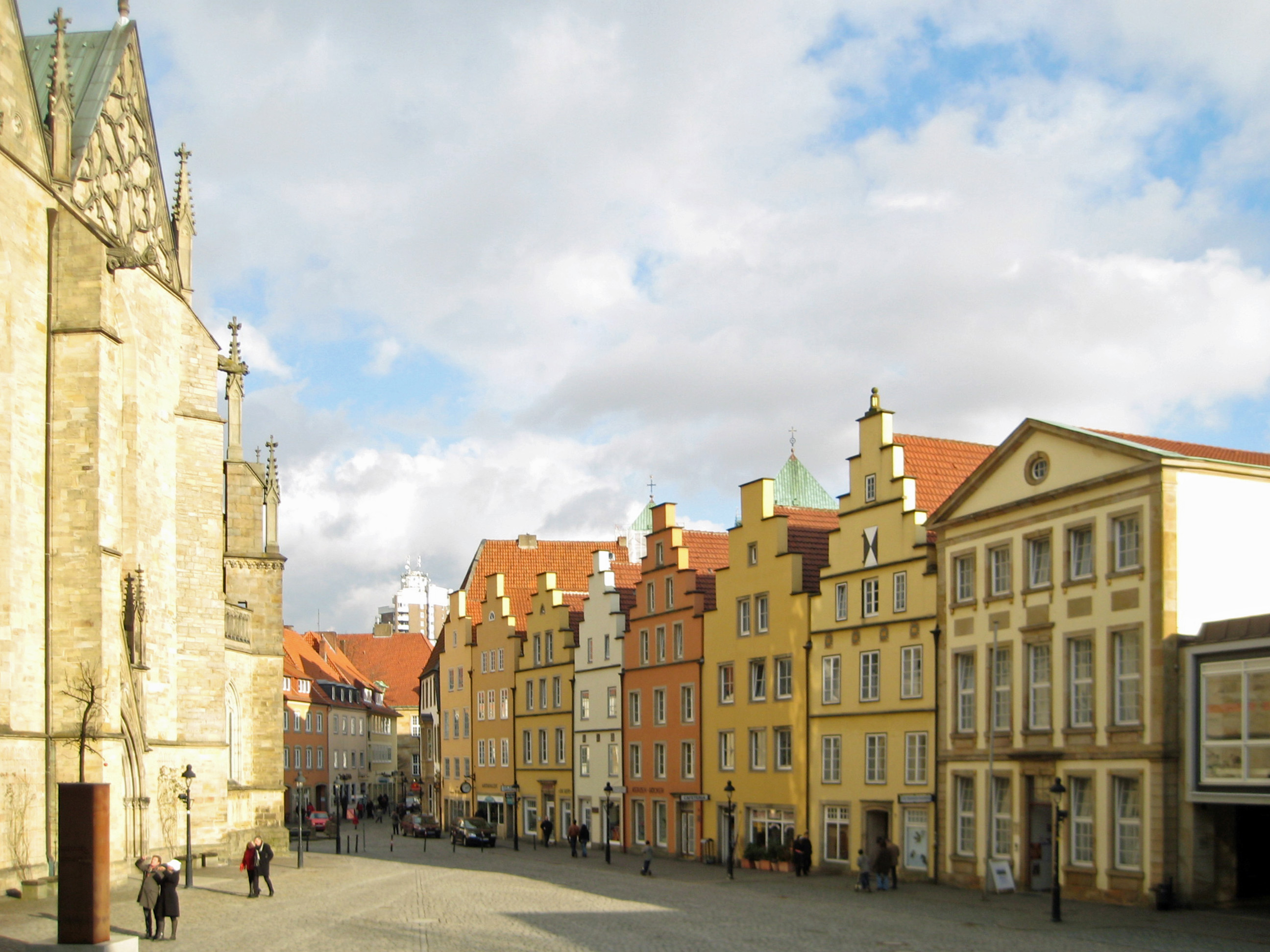
Centrum.

Genom Osnabrück går tre av de stora motorvägarna nämligen:
- A1 (=E37) i nord-sydlig riktning från (färjelinjen Rödbyhamn–Puttgarden–) Lübeck och Hamburg via Köln till Saarbrücken vid den franska gränsen
- A30 (=E30) i öst-västlig riktning från Amsterdam och Bad Bentheim via Bad Oeynhausen och Hannover på A2 till Berlin
- A33 i sydostlig riktning från Osnabrück via Bielefeld till Paderborn.

Staden är en järnvägsknutpunkt.
I staden återfinns karosstillverkaren Karmann.

## Personer från Osnabrück
- Justus Möser, statsman, skriftställare
- Erich Maria Remarque, författare
- Christian Wulff, Tysklands 10:e förbundspresident
- Robin Schulz, Musiker
- Benno Sterzenbach, skådespelare
- Hubertus Brandenburg, katolsk biskop i Sverige